# Olympische Sommerspiele 2012/Teilnehmer (Suriname)
| Gelbes Symbol für Goldmedaillen mit stilisierten Olympischen Ringen | Graues Symbol für Silbermedaillen mit stilisierten Olympischen Ringen | Braundes Symbol für Bronzemedaillen mit stilisierten Olympischen Ringen |
| ------------------------------------------------------------------- | --------------------------------------------------------------------- | ----------------------------------------------------------------------- |
| —                                                                   | —                                                                     | —                                                                       |

Suriname nahm in London an den Olympischen Spielen 2012 teil. Es war die insgesamt zwölfte Teilnahme an Olympischen Sommerspielen. Es wurden fünf Athleten in drei Sportarten nominiert.
Im Badminton profitierte Virgil Soeroredjo von einer Wildcard der BWF.

## Teilnehmer nach Sportarten

### Badminton
| Männer            |        |   |   |
| Virgil Soeroredjo | Einzel | 0 | 2 |

### Leichtathletik
| Athleten           | Wettbewerb | Vorlauf | Vorlauf | Halbfinale | Halbfinale | Finale | Finale | Rang |
| Athleten           | Wettbewerb | Zeit    | Rang    | Zeit       | Rang       | Zeit   | Rang   | Rang |
| ------------------ | ---------- | ------- | ------- | ---------- | ---------- | ------ | ------ | ---- |
| Frauen             |            |         |         |            |            |        |        |      |
| Kirsten Nieuwendam | 200 m      | 24,07 s | 8       | –          | –          | –      | –      | 46   |
| Männer             |            |         |         |            |            |        |        |      |
| Jurgen Themen      | 100 m      | 10,53 s | 6       | –          | –          | –      | –      | 44   |

### Schwimmen
| Athleten       | Wettbewerb    | Vorlauf     | Vorlauf | Halbfinale | Halbfinale | Finale | Finale | Rang |
| Athleten       | Wettbewerb    | Zeit        | Rang    | Zeit       | Rang       | Zeit   | Rang   | Rang |
| -------------- | ------------- | ----------- | ------- | ---------- | ---------- | ------ | ------ | ---- |
| Frauen         |               |             |         |            |            |        |        |      |
| Chinyere Pigot | 50 m Freistil | 26,30 s     | 3       | –          | –          | –      | –      | 40   |
| Männer         |               |             |         |            |            |        |        |      |
| Diguan Pigot   | 100 m Brust   | 1:05,55 min | 3       | –          | –          | –      | –      | 43   |